# Suregada procera
Suregada procera är en törelväxtart som först beskrevs av David Prain, och fick sitt nu gällande namn av Léon Camille Marius Croizat. Suregada procera ingår i släktet Suregada och familjen törelväxter. Inga underarter finns listade i Catalogue of Life.